# Daigo-ji
À ne pas confondre avec l’empereur Daigo.
Pour les articles homonymes, voir Daigo (homonymie).
Le Daigo-ji (醍醐寺, Daigo-ji) est un temple bouddhiste de l'école Shingon dans le quartier Fushimi-ku, à Kyoto, au Japon. Il fait partie des monuments historiques de l'ancienne Kyoto classés au patrimoine mondial de l'humanité. L'image principale du temple (honzon) représente Yakushi.

## Histoire
Le Daigo-ji a été fondé en 874, au début de la période Heian, par Rigen-Daishi (Shōbō).
Le 22e jour du 9e mois de la 8e année de l'ère Enchō (930), l'empereur Daigo tombe malade puis abdique. Une semaine plus tard, il se fait moine et prend le nom bouddhiste Ho-Kongo. Il décède peu après, à l'âge de 46 ans. Il est enterré dans l'enceinte de Daigo-ji, ce qui explique pourquoi le nom posthume de cet empereur est devenu Daigo-Tenno.

## Trésors nationaux
Plusieurs bâtiments, y compris le kondo (hall principal) et la pagode à cinq étages, sont classés Trésors nationaux du Japon.
Le Daigo-ji possède dix-huit trésors nationaux désignés spécifiquement (bâtiments et œuvres d'art) et plusieurs dizaines d'œuvres classées « œuvres culturelles importantes ».
En 1994, il est inscrit avec d'autres monuments historiques de l'ancienne Kyoto sur la liste du patrimoine mondial de l'UNESCO.
La pagode à cinq étages du Daigo-ji a été construite en 951 et est le plus vieil édifice de Kyoto encore subsistant. Elle est l'un des rares bâtiments à avoir survécu à la guerre d'Ōnin dans les années 1400.

## Jardin

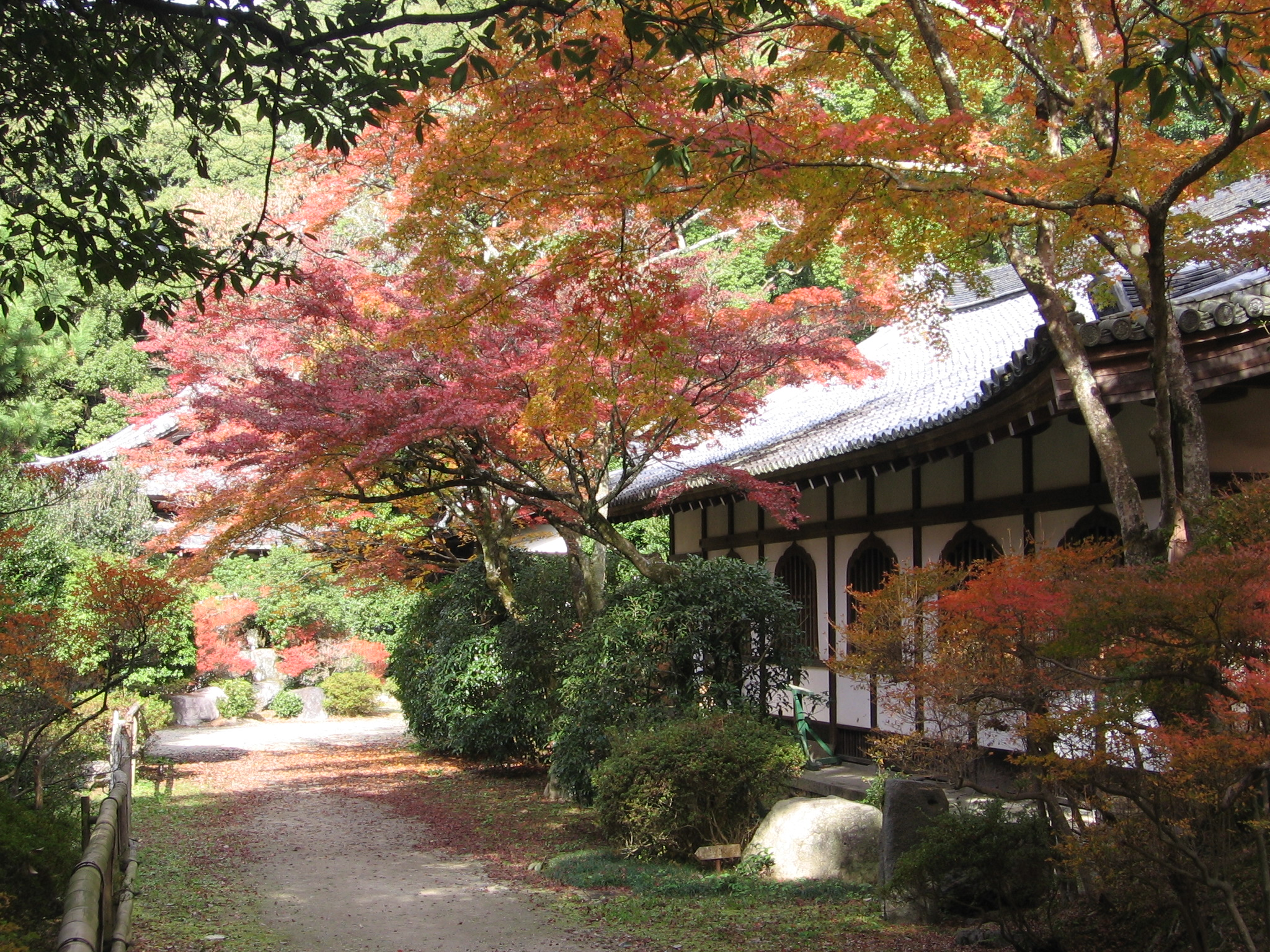
Les momiji de Daigo-ji.

Plus de sept siècles après la fondation du temple, Toyotomi Hideyoshi a tenu une importante fête des fleurs de cerisiers en 1598 au sous-temple Sanbō-in.
Les couleurs vives de feuilles d'érable attirent de nombreux touristes et visiteurs en automne. Le mausolée de l'empereur Suzaku, connu sous le nom de « Daigo no misasagi » est situé à proximité de Daigo-ji.

## Évènements

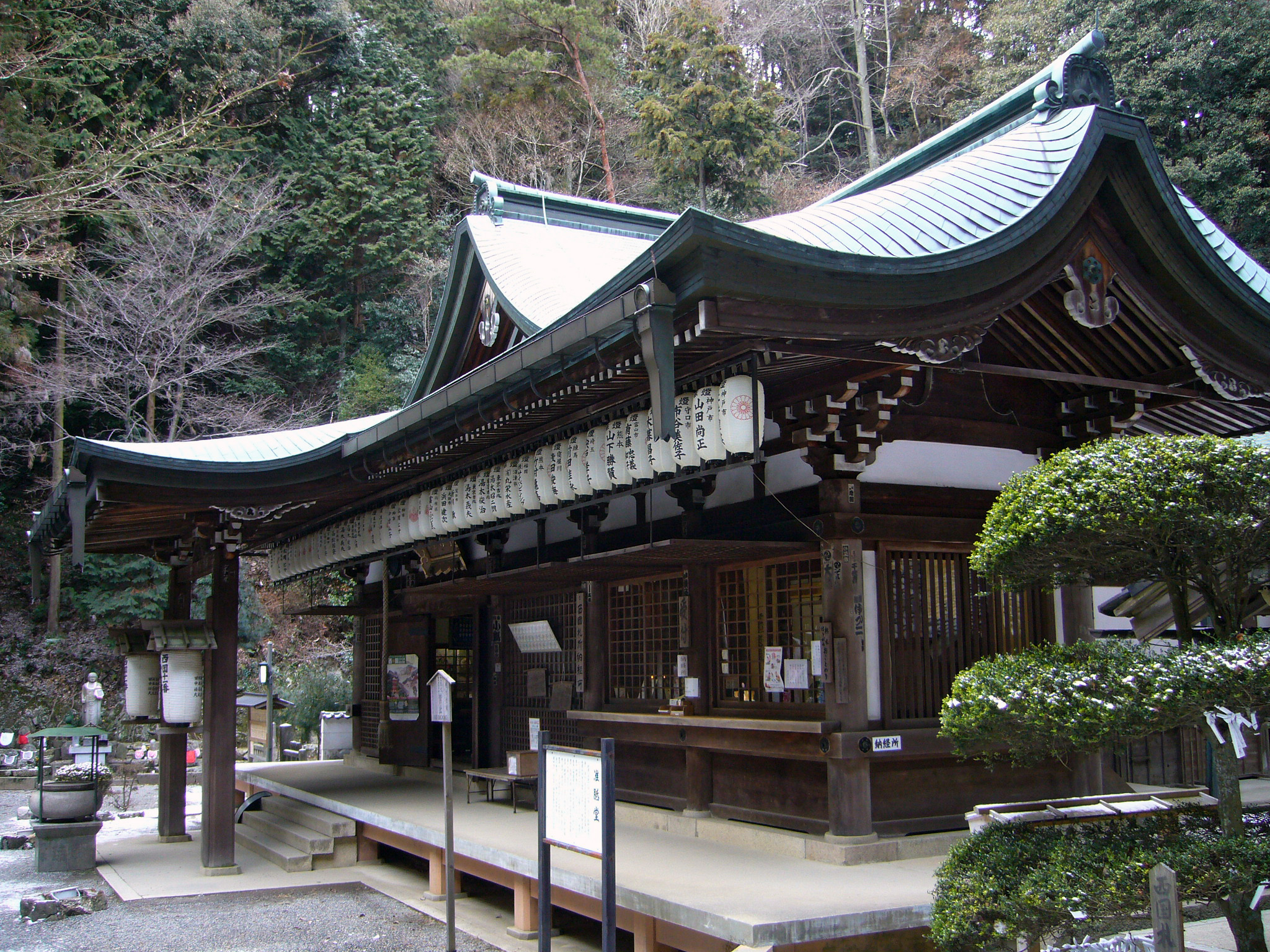
Juntei Kannon-dō (2006).

Le 24 août 2008, le Juntei Kannon-dō, un bâtiment situé au sommet de la colline à l'est du temple, a été détruit dans un incendie. Il faisait partie de l'ensemble Daigo Kami. Kami Daigo est le onzième des trente-trois temples du pèlerinage de Kansai Kannon. Le bâtiment date de 1968.